# БП-2
ПБ-2(ЦАГИ-2) - пленер створений Віктором Бєляєвим, перший політ здійснив в серпні 1934 року.

## Історія
В серпні 1934 року, в Коктебелі, під час 10-х Всесоюзних Планерних Змагань, за штурвалом сидів Д.О. Кошиц. Планер показав чудові льотні характеристики, аеродинамічна якість складала близько 18-20 одиниць. Після закінчення змагань, ПБ-2 став єдиним літаком з безхвостою схемою, що долетів до Москви на буксирі.

## Конструкція
Перед створенням прототипу була проведена кропітка робота для перевірки життєздатності такої конструкції. Були проведені продування моделі планера в аеродинамічній трубі ЦАГІ.
Крило БП-2 мало значний розмах, зворотну стріловидність із помітним звуженням, позитивну геометричну та аеродинамічну крутку. На задньому краю центральної частини крила розміщувався трисекційний закрилок, призначений для балансування та управління літака. Кабіна була винесена вперед для необхідного центрування. Для підвищення курсової стійкості були 2 кіля з рулями напрямку з'єднаними у верхній частині додатковим стабілізатором.